# Cucullia inderiensis
Cucullia inderiensis là một loài bướm đêm trong họ Noctuidae.